# Kenyhec
Kenyhec (szlovákul: Kechnec) község Szlovákiában, a Kassai kerület Kassa-környéki járásában.

## Fekvése
Kassától 19 km-re délre, a magyar határ közelében fekszik.

## Története
A régészeti leletek tanúsága szerint a község területén már a kőkorszakban is éltek emberek.
A falut 1220-ban „Felnémet” néven említik először. Első lakói az itteni királynői birtokon letelepedett németek voltak. 1338-tól a király birtoka, de Zsigmond király hívének, Perényi Péternek adományozta. Mai szláv eredetű nevén csak 1605-ben szerepel először. Birtokosai a Kenyheczi és Csikovics családok voltak. A 17. században a falu valószínűleg kényszer hatására áttért a református hitre. A régi katolikus templomot is ekkor rombolták le, és csak 1749-ben építették fel újra. A 18. században vegyes magyar-szlovák lakosságú község volt.
A 18. század végén Vályi András így ír róla: „KENYHECZ. Magyar falu Abaúj Várm. földes Urai több Uraságok, lakosai katolikusok, fekszik Szinához 3/4 mértföldnyire, határja jó termékenységű, vagyonyai jelsek, eladára alkalmatos módgyok van.”
1849-ben határában súlyos harcok folytak a magyar és császári csapatok között a közeli hidasnémeti híd birtoklásáért.
Fényes Elek 1851-ben kiadott geográfiai szótárában így ír a faluról: „Kenyhecz, Abauj v. magyar-tót falu, Kassához délre 2 mfldnyire, a pesti országutban: 424 r. kath., 42 g. kathol., 19 reform., 87 zsidó lak. Kath. paroch. templom. Termékeny róna határ. F. u. Szalay, Kornis, Dobay, Antony.” Archiválva 2007. szeptember 27-i dátummal a Wayback Machine-ben.
A falu fejlődésében nagy jelentőségű volt, hogy 1860-ban elérte a vasút, itt halad át a Miskolc–Kassa vasútvonal.
Borovszky monográfiasorozatának Abaúj-Torna vármegyét tárgyaló része szerint: „Kenyhecz község 78 házzal és 477 magyar és tót lakossal. Vasúti megállóhely. Postája Abauj-Szina, távirója Csány. Róm. kath. temploma 1748-ban épült. A községben vannak a Korniss, Szalay, Olasz és Antony régi nemesi családok úri lakai, melyek azonban már birtokost cseréltek. Kitünő kavicsbányáját, mely számos ottani szegény családnak ád keresetet, a magy. kir. államvasutak birják.”
A trianoni diktátumig Abaúj-Torna vármegye Kassai járásához tartozott, ezután az új csehszlovák állam része lett. 1938 és 1945 között újra Magyarország része.
1993-ig Miglécnémetivel együtt alkotta Hraničná pri Hornáde községet, azóta ismét önálló község.

## Népessége
| Év:            | 1994. | 2004.    | 2014.    | 2024.   |
| -------------- | ----- | -------- | -------- | ------- |
| Emberek száma: | 841   | 961      | 1172     | 1142    |
| Eltérés:       |       | +14,26 % | +21,95 % | -2,55 % |

| Év:            | 2023. | 2024.   |
| -------------- | ----- | ------- |
| Emberek száma: | 1140  | 1142    |
| Eltérés:       |       | +0,17 % |

1910-ben 473-an, túlnyomórészt magyarok lakták.
2001-ben 876 lakosából 731 szlovák és 133 magyar.
2011-ben 1125 lakosából 840 szlovák és 146 magyar.
2021-ben 1137 lakosából 980 szlovák, 117 magyar (10,3%), 6 cigány, 2 ukrán, 1 rutén, 1 német, 7 egyéb, 23 ismeretlen nemzetiségű.

## Gazdaság
Ipari parkjában Ford Getrag sebességváltókat gyártanak.

## Nevezetességei
- Római katolikus temploma 1749-ben épült.

## Híres emberek
- Itt született Ágh Ilona (1854–1945) színésznő

## Testvértelepülés
- Isaszeg, Magyarország